# Bradornis infuscatus
Bradornis infuscatus là một loài chim trong họ Muscicapidae.
Loài chim này được tìm thấy ở Nam Phi, Botswana và Angola. Chúng thường đậu trên những bụi cây thấp và các đường dây điện thoại. Môi trường sống tự nhiên của chúng là xavan khô. Tuy nhiên, chúng cũng được tìm thấy trong cây bụi và rừng phân bố của nó.
Chúng ăn côn trùng như mối, kiến và bọ cánh cứng và cũng ăn cả loài bò sát nhỏ như rắn mù trong chi typhlops.